# Et Sabata les tua tous
Pour les articles homonymes, voir Sartana.
Pour plus de détails, voir Fiche technique et Distribution.
Et Sabata les tua tous (Un par de asesinos) est un western spaghetti hispano-italien sorti en 1970, réalisé par Rafael Romero Marchent.

## Synopsis
Deux amis hors-la-loi, Sabata (Sartana dans la version italienne) et Marcos, font un hold-up dans une banque avec les frères Burton, mais le butin leur est raflé par deux des complices. Les deux amis parviennent à se venger de tous.

## Fiche technique
- Titre français : Et Sabata les tua tous
- Titre italien : Lo irritarono... e Sartana fece piazza pulita[2]
- Titre original espagnol : Un par de asesinos[3]
- Genre : western spaghetti
- Réalisation : Rafael Romero Marchent
- Scénario : Santiago Moncada, Joaquín Luis Romero Marchent, Mario Alabiso
- Production : Tritone Filmindustria, Producciones Cinematograficas Dia
- Photographie : Guglielmo Mancori
- Montage : Antonio Ramírez
- Musique : Marcello Giombini
- Décors : Giacomo Calò Carducci
- Maquillage : Carlos Nin
- Année de sortie : 1970
- Format d'image : 2.35:1
- Langue originale : espagnol
- Pays de production :  Espagne,  Italie
- Distribution en Italie : Medusa Distribuzione
- Date de sortie en salle en France : 22 mars 1972[4]

## Distribution
- Gianni Garko (comme Johnny Garko) : Sabata (Sartana dans la version italienne)
- Guglielmo Spoletini (sous le pseudo de William Bogard) : Marcos
- María Silva : Maria Anderson
- Andrés Mejuto : Richard Kirby
- Raf Baldassarre : Rocky et Fred Burton
- Charly Bravo (comme Carlos Bravo) : Adam Kirby
- Carlos Romero Marchent : Donald Kirby
- Cristina Iosani : Carmencita
- Luis Induni : shérif Lawson
- Francisco Sanz : juge Parker
- Cris Huerta : Smitty, adjoint du shérif
- Álvaro de Luna : Pat Kirby
- Alejandro de Enciso (sous le pseudo de Josè Antonio Lopez) : Frank Kirby
- Jesùs Guzmán : propriétaire du magasin
- María Martín : une dame dans la diligence
- Lorenzo Robledo : adjoint du shérif

## Référence
- (it) Cet article est partiellement ou en totalité issu de l’article de Wikipédia en italien intitulé « Lo irritarono... e Sartana fece piazza pulita » (voir la liste des auteurs).

1. ↑  (it) « Un par de asesinos [Lo irritarono... e Sartana fece piazza pulita] (1970) », sur Archiviodelcinemaitaliano.it (consulté le 24 juillet 2020)
2. ↑  Comme c'était souvent le cas en ces années-là, la version italienne de ce film a été nommée d'après Sartana, bien que ce scénario ne se rapporte pas à la série « canonique » des aventures dudit personnage.
3. ↑  (es) Lluis Benejam Buhigas, Catálogo de cine español 1971, Uniespaña, 1971 (lire en ligne), p. 80-81
4. ↑  « Et Sabata les tua tous », sur encyclocine.com (consulté le 29 décembre 2022)